# 伊勢七福神
伊勢七福神（いせしちふくじん）は、三重県の桑名市・四日市市・鈴鹿市・亀山市の北勢地域に広がる7つの寺院により構成されている七福神の巡礼・札所。

## 概要
- 期間：通年
- 霊場会事務局(大聖院)
- 朱印を頂くと各寺院で記念品が出る。ただし朱印料金は2回目からも300円。

## 伊勢七福神の一覧
| 七福神   | 寺社名                  | 住所                         |
| -------- | ----------------------- | ---------------------------- |
| 恵比寿   | 聖衆寺                  | 三重県桑名市 北別所156       |
| 大黒天   | 大福田寺                | 三重県桑名市東方1426         |
| 毘沙門天 | 信貴山四日市別院 千福寺 | 三重県四日市市生桑町1825-1   |
| 弁財天   | 密蔵院                  | 三重県四日市市大治田町2-10-7 |
| 福禄寿   | 大聖院                  | 三重県四日市市日永2-11-7     |
| 寿老人   | 高神山 観音寺           | 三重県鈴鹿市高塚町1777       |
| 布袋尊   | 石上寺                  | 三重県亀山市和田町1185       |